# 국희
《국희》(菊熙)는 1999년 9월 13일부터 1999년 11월 16일까지 방영된 문화방송 월화드라마이다. 1947년 '영일당'(현 크라운제과)에서 개발한 ‘산도’ 과자 이야기를 모티브로 제작되었다. 드라마의 인기에 힘입어 〈국희땅콩샌드〉과자가 출시되었다.

## 개요
한 여성이 자신의 뒤바뀐 운명과 그로 인한 역경을 딛고 일어나 스스로 자신의 운명을 개척해 나가는 성공하는, 대한민국의 초장기 기업의 성장 드라마.

## 등장 인물
- 김혜수 : 민국희 역

어떠한 역경이 있어도 굴하지 않는 캔디같은 여자. 숱한 역경을 딛고 일어나 태화당을 제과 기업으로 성장시킨다.
- 정선경 : 송신영 (세례명 엘레나)역

어린 시절부터 가수가 되고 싶어 잦은 가출을 하기도 하는 신영은 대한민국의 최고 여가수로 성장한다.
- 손창민 : 최민권 역

민영재를 존경하는 독립운동가, 광복 후에는 경무대 경제수석비서관으로 지낸다.
- 정웅인 : 김상훈 역

광복 전에는 돈을 좋아하지 않고 착하지만 광복 후 고리대금업자로서 국희와 잠깐 악연이 되지만, 국희의 아버지 죽음과 송주태의 비밀에 대해 결정적 증언을 하게 된다.
- 박영규 : 송주태 역

풍강제과 사장. 민영재의 친구. 광복전 민영재의 재산을 맡아 키워나가며 친일행각도 서슴지 않으며 훈장까지 받았다. 광복 이후에 민영재가 맡겨놓은 재산을 되찾으러 올까봐 두려워 나카무라에게 청부살인을 시킨다. 그 후에도 민국희에게는 친절한척 하며 도와주지만, 사실은 자신의 이익을 위해서라면 어떤 악행도 서슴지 않는다. 살인교사를 저지르다 그만 검찰에 잡혀들어가 죗값을 받게되고 무기징역을 선고받는다
- 정동환 : 민영재 역

국희의 아버지, 의사(병원 원장), 독립운동가, 만주에서 항일운동을 하고 광복을 맞이한 이후 고국으로 돌아오는 열차 안에서 나카무라에게 암살당했다.
- 전무송 : 장태화 역

제과점 태화당의 주인이다. 국희에게 아버지 같은 인물이며, 한국 전쟁 당시에 총탄에 맞은 후유증으로 병상에서 사망했다.
- 김형자 : 송주태의 부인, 신영엄마 역

- 송금식 : 나카무라 이치로 역

일본군 장교이며 광복전 송주태와 손을 잡고 일을 하였으며, 광복후에 송주태가 자신의 제과공장을 매입하는 대신에 고국으로 돌아오는 민영재를 기차에서 총격을 가해 살해하는 장본인이다.
- 박인환 : 전당포 주인, 김상훈 아버지 역

- 김규철 : 서울지검 양범석 검사 역

- 최용민

- 최상훈 : 송주태의 국선 변호사 역

- 윤진영 : 윤자

### 아역
- 박지미 : 소녀 민국희 역
- 김초연 : 소녀 송신영 역
- 오현철 : 소년 최민권 역
- 김정우 : 소년 김상훈 역

백종진 ㅡ 전교 꼴찌 역
김선근 ㅡ 꼴찌 따까리 역
김경복 ㅡ 이웃집 백수 역

## 수상
- 1999년 MBC 연기대상 최우수상 김혜수
- 2000년 제36회 백상예술대상 TV부문 대상
- 2000년 제36회 백상예술대상 TV부문 드라마작품상
- 2000년 제12회 한국방송프로듀서상 TV드라마부문 작품상

## 시청률
당시에 평균 시청률은 37.2%를 기록하였고, 자체 최고 시청률은 53.1%를 기록하였다. 1999년에 방영한 SBS 드라마 스페셜 청춘의 덫이랑 공동 1위에 올라섰다.

## 편성 변경
- 1999년 11월 16일 : 밤 9시 55분부터 90분간 방영

## 참고 사항
- 당초 <여인의 야망>이란 제목이 기획되었으나 '야망'이란 단어가 사사로운 욕심을 연상[3]시킨다는 비난을 산 데 이어, SBS가 <옥이 이모>, <은실이> 등으로 성공한 데 비해 자사(MBC) 드라마 <숙희>가 반향을 불러일으키지 못했던 전례를 감안하여 "이번에는 기필코 성공하자"란 목표로[4] 제목을 변경했다.
- 출연진 중의 한 명으로 낙점된 이창훈 대신 정웅인이 대타로 들어갔으며 이 같은 캐스팅 문제 등을 고려하여 MBC는 <국희>의 전작 <마지막 전쟁>을 애초 기획된 16부작에서 2편 늘린 18회로 끝냈다.
- 당초 1999년 9월 6일 첫 회가 나갈 예정이었지만 전작 <마지막 전쟁>이 2회 연장함에 따라 같은 달 13일로 첫 방영일이 변경됐다.[5]
- 정선경은 해당 드라마 캐스팅으로 인해 MBC <허준> 캐스팅 제의를 거절하였다.[6]
- 첫 회부터 병산서원 정자인 '만대루'에서 술판을 벌이는 장면을 내보내는 등 이 서원의 여러 곳을 드라마 속의 기생집 '해주옥'으로 묘사하여[7] 따끔한 눈초리를 사야 했다.
- 삼각관계에서 사각관계로 이어지던 로맨스가 분명하지 않은 모습으로 끝을 맺었던 것 때문에 비난을 받기도 했다.[8]
- 주연인 김혜수와 손창민은 해태제과의 전속 모델이었다.
- 2019년 개국한 MBC ON에서 재방송되었다.

## 같이 보기
- 제빵왕 김탁구
- 국희땅콩샌드